# Ferdinand Södergren
Anders Ferdinand Södergren, född 14 januari 1811 i Norrköping, död 8 april 1892 i Norrköping, var en svensk målare, tecknare, litograf och fotograf.

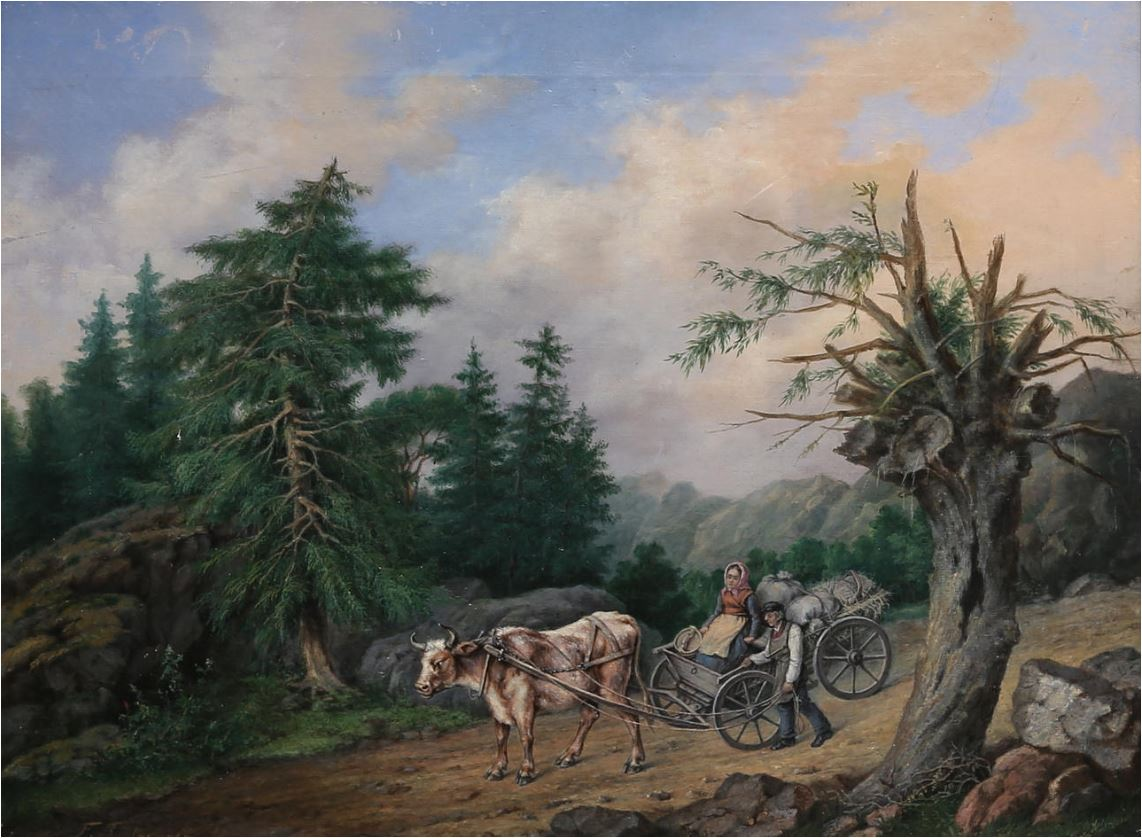
Ferdinand Södergren, oljemålning 1854. Foto från Auctionet.com

## Biografi
Ferdinand Södergren var son till sadelmakaren Hans Erik Södergren och Johanna Fredrika Plan. Han gifte sig 1845 med Charlotta Vilhelmina Petersson (1808–1863) från Stockholm och fick med henne dottern Augusta.

### Uppväxt och studietid
Södergren levde under sin uppväxt i Norrköping, som det beskrivits, i högst knappa omständigheter. När hans far avled 1831 vittnar bouppteckningen om ett fattigt dödsbo med skulder som överskred tillgångarna. Vid denna tid drog sig Södergren fram med olika anställningar som konstapel och bokhållare i hemstaden. Av annonser i Norrköpings Tidningar framgår att han även erbjöd hemstadens 'respekterade herrskaper' sin tjänst som porträtt- och miniatyrmålare och också undervisning i ritkonsten, säkerligen en nödvändighet för att dryga ut lönen med extra inkomster för sitt eget och moderns uppehälle efter faderns död. Efter moderns död 1834 vistades han periodvis i Stockholm där han var inskriven vid Kungliga Konstakademiens principskola. Som elev i figurritningsklassen belönades han 1837 med Meyerska medaljen och 1838 fick han en jetong för sina studier i antikskolans principer. Han verkade samtidigt som konstnär (artist) i hemstaden och det omvittnas att han där var "känd såsom en sedlig yngling med goda anlag för en mild och skön konst", och som "(...) i stillhet och flit anwände sin talang till ett så fromt ändamål, som en gammal, sjuklig moders underhåll" (...).

### Sedelförfalskning och dom
Under studietiden i Stockholm levde Södergren och flera av hans studiekamrater ett bohemiskt liv under knappa förhållanden. Till vänkretsen hörde bland annat akademistudenterna Carl Fredrik Darell och Alexis Wetterbergh samt poeten Karl August Nicander. Tillsammans levde de ett liv i sus och dus på Stockholms krogar, särskilt Nicanders supande måste oftast betalas av de övriga. Darell ådrog sig lån hos procentare, och det var dessa skulder som drev Darell och Södergren att göra ett försök med sedelförfalskning. Av polisförhören framgår att Darell behövde Södergrens hjälp eftersom denne kunde gravera i sten och framställa litografiska stentryck. Sammanlagt tillverkade de omkring 100 falska 10-riksdalerssedlar och lyckades prångla ut ett tjugotal av dem, innan polisen snabbt kom dem på spåret och lät arrestera dem i mars 1839. Darell lyckades under oklara omständigheter rymma från Södra stadshushäktet och försvann utomlands. Södergren dömdes ensam av Svea hovrätt i december 1839 att mista ära och liv genom hängning, ett straff som sedan omvandlades genom Kungl. Majt:s beslut till schavottering, 28 dygns fängelse på vatten och bröd och påföljande livstids straffarbete på Vaxholms fästning. Emellertid benådades han, efter att flera gånger ha ansökt om nåd, redan 1843 av Kungl. Maj:t och återvände samma år till födelsestaden Norrköping.   

"Utsigt af Norrköping". Litografi av Ferdinand Södergren, tryckt hos Gjöthström & Magnusson, 1839. Tillhör Kungl. Konstakademien.

### Tiden efter benådningen
I Norrköping återupptog Södergren efter frigivningen sin tidigare verksamhet som porträtt- och landskapsmålare och han gav privatundervisning i ritning, olje- och vattenfärgsmålning. Han verkade också som lärare vid stadens slöjdskola och under åren 1847–1851 var han dessutom anställd som slöjdlärare vid Norrköpings folkskola.
Södergren målade förutom porträtt gärna landskapsbilder med pastorala motiv, men också stilleben. Som exempel på hans måleri kan nämnas porträttet av brukspatron Jacob von Leesen, som han utförde på uppdrag av Kvillinge församling, och altartavlan i Börrums kyrka. Han utförde också renoveringsarbeten av äldre oljemålningar. Som litograf gjorde han flera serier med litografier, företrädesvis med motiv från hemstaden och dess omgivningar. Den första serien litografier lät han trycka upp i Stockholm redan 1838 under vinjetten Utsigter af Norrköping. Södergren medverkade också med illustrationer av byggnader och vyer från Norrköping på en karta och vägvisare över staden som gavs ut av ingenjören Öhrling på A. H. Godes stentryckeri 1848. På 1870-talet ställde han ut egna oljemålningar i Norrköpings börssal som det anordnades ett konstlotteri på.
Förutom sin konstnärsrutövning och lärargärning var Södergren också en framstående fotograf. Han tillhörde de tidiga pionjärerna i Sverige som utövade den nya fotografikonsten. Redan 1852 etablerade han i Norrköping sin ateljé för daguerrotypifotografering, och blev därmed den förste yrkesfotografen som var bofast i staden. Efter hans död tog dottern Augusta (gift Kindahl), som några år tidigare hade etablerat en egen fotografateljé i Stockholm, över faderns ateljé.
Södergren är representerad vid Nationalmuseum, Gotlands museum, Kungliga Konsthögskolan, och Uppsala universitetsbibliotek. Hans fotografier finns i flera museisamlingar, bland annat vid Östergötlands museum, Smålands museum, Sörmlands museum, Länsmuseet Gävleborg, Grenna museum, Värmlands Museum, Örebro läns museum och Gotlands Museum,

## Eftermäle
Södergrens litografier med huvudsakligen Norrköpingsmotiv beskrivs av Bror Olsson i Svenskt konstnärslexikon (1967) som ovanligt lyckade. Södergrens och Darells sedelförfalskning uppmärksammades på sin tid mycket i pressen och avsatte även spår i den samtida litteraturen. Göran Ingelman diktade om händelsen i Den liberala verkstaden, eller Darell och bankotiorna (1839). Magnus Jacob Crusenstolpe skrev om Sedelefteraparne Darells rymning och Södergrens benådning i sin publikationsserie Ställningar och förhållanden, sjunde brefvet (1843), och August Blanche använde sig av händelsen i novellen Plånboken, publicerad i Bilder ur verkligheten, del 4 (1865).